# 拉克德拉欧特叙尔
拉克德拉欧特叙尔（法语：Lac de la Haute-Sûre），或意译作上叙尔湖镇，是卢森堡西北部的一个市镇，属于维尔茨县。该市镇以上叙尔湖（一座位于上叙尔河的水庫）命名。市镇的行政中心是Bavigne。 
拉克德拉欧特叙尔于1979年1月1日由维尔茨县旧市镇阿尔朗日和梅谢合并而成。成立拉克德拉欧特叙尔的法律于1978年12月23日获得通过。

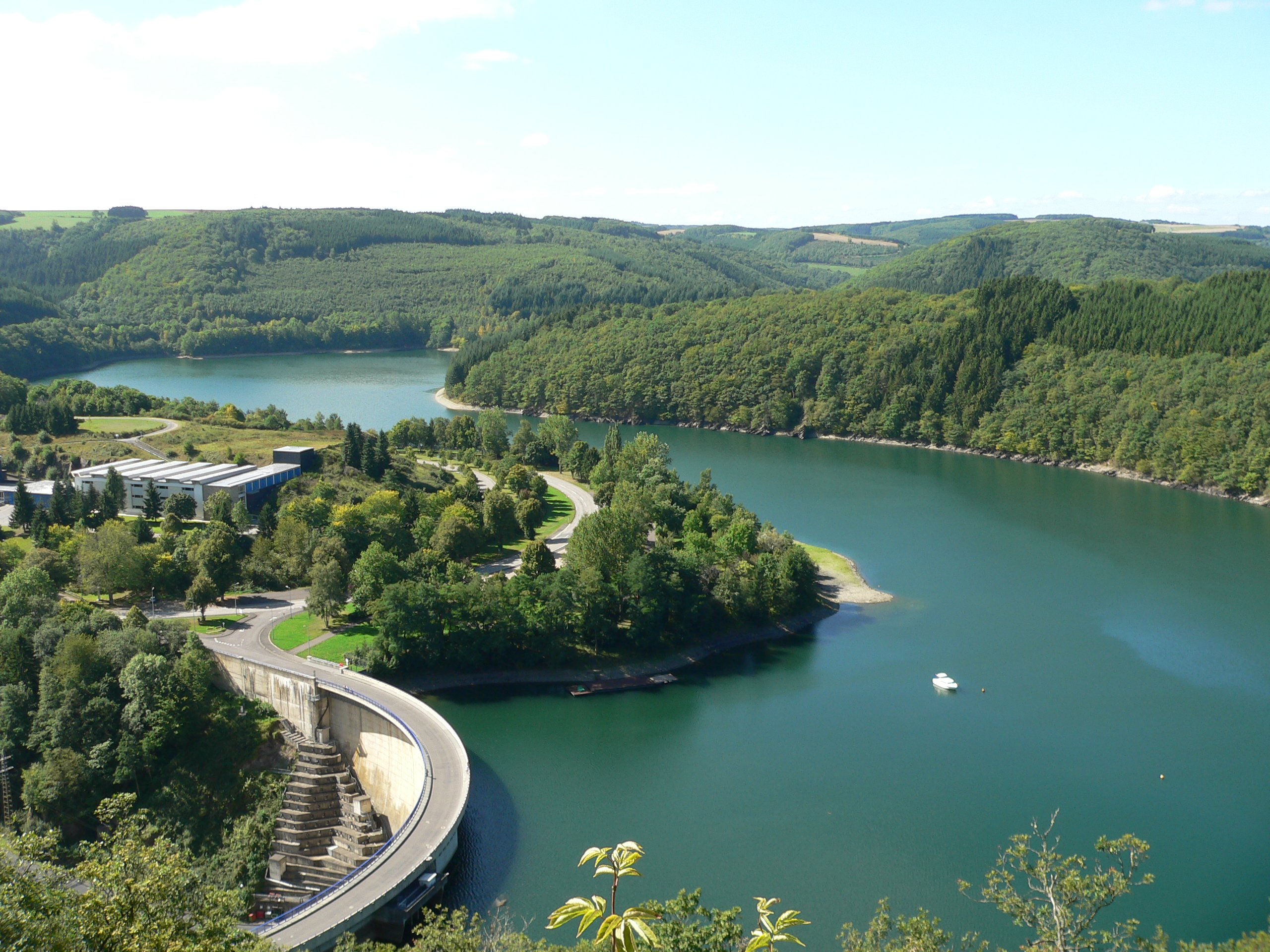
上叙尔湖，市镇以此命名

## 村镇
该市镇由以下村庄组成：

| - 阿尔朗日: - 阿尔朗日 - Tarchamps - Watrange - Schumannseck (称地) | - 梅谢: - Bavigne - Kaundorf - Liefrange - 梅谢 - Nothum - Dénkert (Dünkrodt) (称地) |